# Вест-портські вбивства
Вест-портські вбивства (англ. West Port murders, також Burke and Hare murders) — серія з 16 вбивств, здійснених з листопада 1827 по 31 жовтня 1828 року в околицях вулиці Вест-Порт в Единбурзі ірландськими іммігрантами Вільямом Берком (англ. William Burke) і Вільямом Геєром (англ. William Hare). Берк і Геєр продавали трупи своїх жертв як матеріал для препарування відомому шотландську хірургу, анатому і зоологу Роберту Ноксу (1791—1862) — провідному викладачу приватних анатомічних курсів Барклая, які користувалися популярністю у студентів медичної школи Единбурзького університету. Спільницями злочинців стали співмешканка Берка Хелен Макдугал (англ. Helen McDougal) і цивільна дружина Геєра Маргарет (уроджена Лерд; англ. Margaret Laird). Спосіб убивства, який застосовували Берк і Геєр — удушення шляхом здавлювання грудної клітини жертви — отримав в англійській мові самостійну назву burking, від burke — вбити, задушити; у переносному значенні — зам'яти справу, розправитися тихо і непомітно (за іменем Вільяма Берка, головного виконавця вбивств).
Після низки слідчих дій злочинці та їх спільниці були заарештовані і передані суду. Хелен Макдугал і Маргарет Геєр за деякий час були звільнені з-під варти через недостатність доказів їх вини. Вільям Геєр, уклавши угоду зі слідством, погодився дати свідчення проти Берка в обмін на імунітет від подальшого судового переслідування. 28 січня 1829 року за вироком суду Берк був повішений перед собором Сент-Джайлс, після чого його тіло було публічно розітнуте в единбурзькому медичному коледжі професором анатомії Елікзандром Монро. Нокс, хоча й не втратив ліцензії на медичну практику, підпав під громадський осуд і пізніше був вимушений виїхати з Единбурга.
Історія Берка і Геєра спонукала парламент у 1829 році створити комісію для детального дослідження стану справ в британській анатомії. Робота комісії закінчилася прийняттям у 1832 році «Анатомічного акту», який скасував звичай анатомування трупів страчених злочинців і дозволив медичним закладам використовувати трупний матеріал для анатомічних і навчальних цілей.

## Історичні передумови

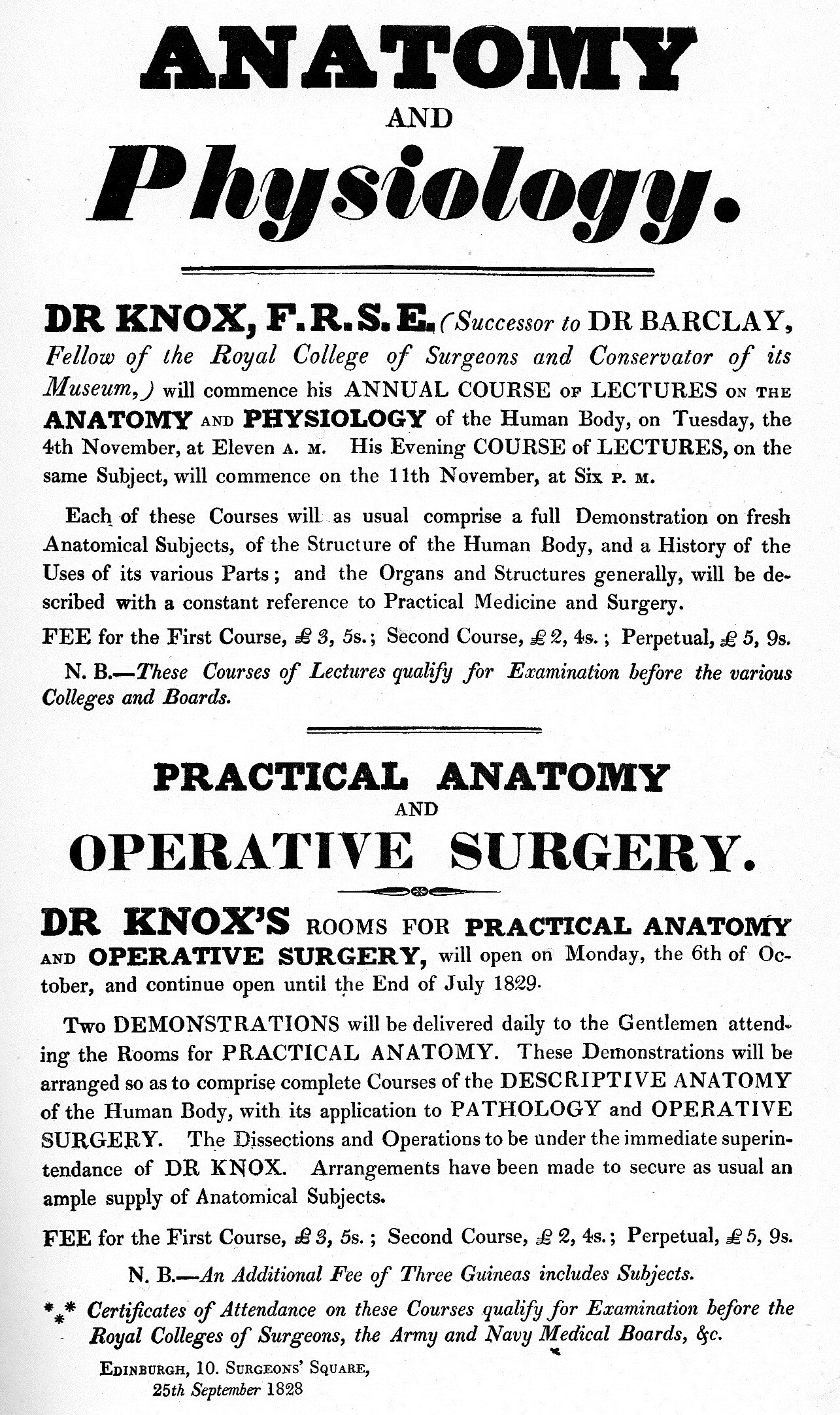
Реклама курсів анатомії Роберта Нокса, 1828 рік

До 1832 року вищі навчальні заклади Великої Британії, у тому числі Единбурзький університет, відомий традиційно високим рівнем викладання медицини, відчували гостру нестачу трупів, необхідних для занять з анатомії і медичних досліджень. Попит на трупи, що стрімко зріс з розквітом медичної науки на початку XIX століття, не знаходив вдоволення: єдине законне джерело трупного матеріалу — тіла страчених злочинців — майже вичерпалось, оскільки після відміни старовинного «Кривавого кодексу» кількість страт різко скоротилася. Анатоми, медики, студенти численних медичних факультетів і шкіл були вимушені задовольнятися двома-трьома наочними заняттями на рік. Таким станом справ користувалися так звані «викрадачі тіл» (англ. body snatchers), які швидко налагодили таємний збут дефіцитного трупного матеріалу, що здобувався всіма можливими способами — від розграбування могил до «анатомічних убивств».

## Берк і Геєр
Вільям Берк (1792 — 28 січня 1829) народився в сільській парафії Оррей (англ. Orrey) поблизу міста Страбан у західній частині графства Тірон у складі ірландської провінції Ольстер. Близько 1817 року, спробувавши багато занять, а тому числі службу помічником офіцера міської міліції Донегола, й залишивши в Ірландії дружину з малолітньою дитиною, Берк переїхав до Шотландії, де влаштувався копачем у Маддистоні на будівництві Юніон-каналу. Там він познайомився з розлученою шотландкою зі Стерлінга Хелен Макдугал, яка до того часу мала двох дітей, народжених від попереднього співмешканця. Після закінчення будівництва Берк і Макдугал переїхали з Маддистона в Піблс, потім у Літ і в Единбург. На життя вони заробляли поденною працею на фермах, продажем поношеного одягу і ремонтуванням взуття. Припускають, що в цей самий період в единбурзькому районі Кенонгейт оселився брат Берка Костянтин (англ. Constantine Burke).
Як місце народження Вільяма Геєра (1792 або 1804 — ?) зазвичай вказується Пойнтзпасс, що поблизу Ньюрі (чи поблизу Деррі), також у провінції Ольстер. Подібно Берку, Геєр — ірландський іммігрант в Шотландії — працював на будівництві Юніон-каналу, потім переїхав до Единбурга, де оселився в мебльованих кімнатах на Теннерс-клоуз (англ. Tanner’s Close) і познайомився з їх власником на ім'я Лог (англ. Logue). Після смерті Лога у 1826 році Геєр взяв шлюб з його вдовою ірландкою Маргарет Лерд. У грудні 1828 року у Геєра і Лерд народилася дитина, ім'я і подальша доля якої залишилися невідомими.
Наприкінці 1827 року Берк і Макдугал оселилися в прибутковому будинку, що належав Геєру і Лерд. Відомо, що Берк познайомився з Маргарет Лерд під час одного з попередніх приїздів до Единбурга. Відомостей про те, чи був він раніше знайомий з Геєром, не збереглося. Невдовзі після переїзду Берка і Макдугал до Единбурга Берк і Геєр заприятелювали.

## Убивства

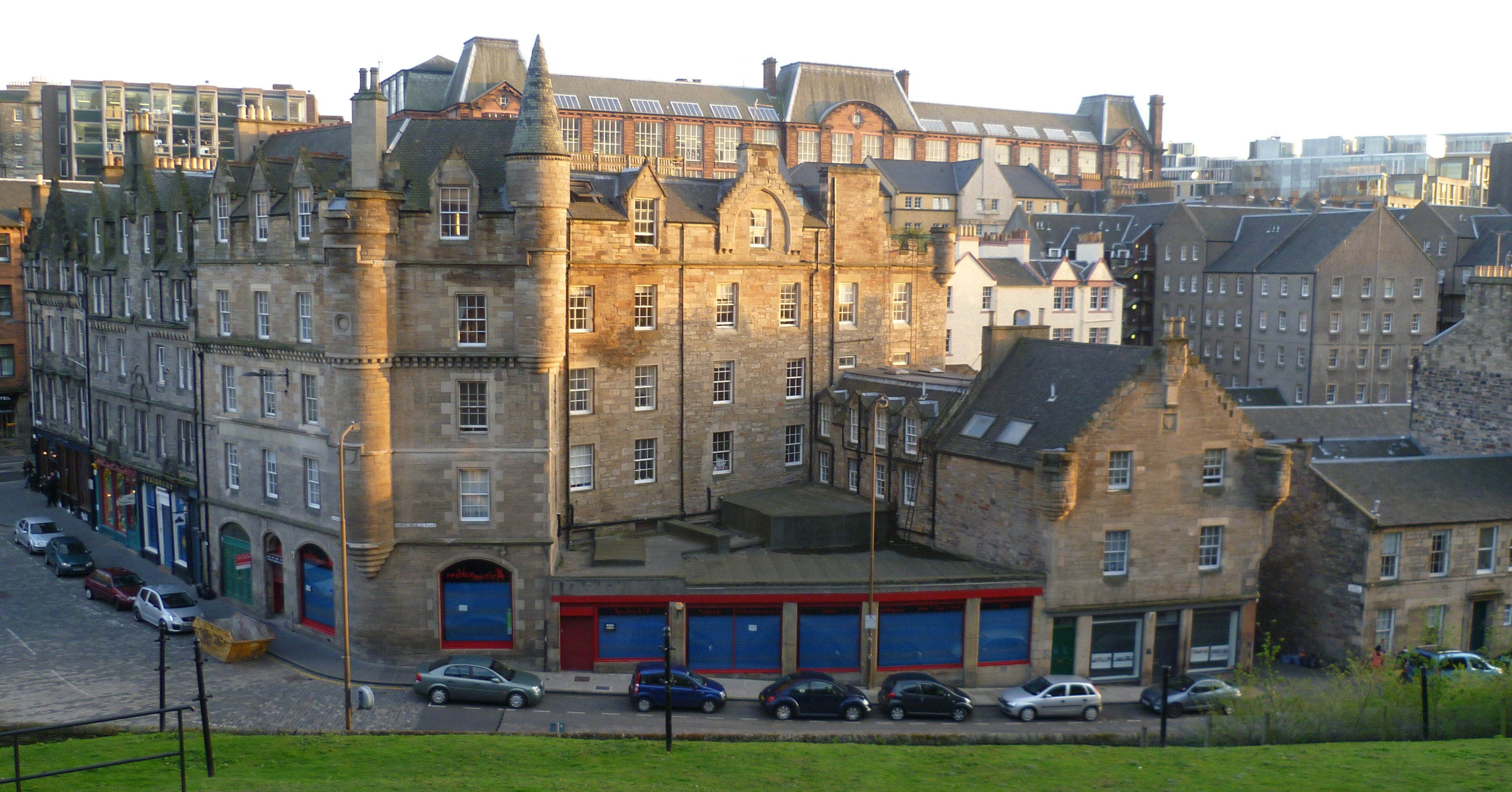
Сучасний вигляд единбурзького району Вест-Порт. Прибутковий будинок подружжя Геєрів на Теннерс-клоуз, знесений у 1902 році, стояв напроти будівлі зі світло-рожевим фасадом (ближче до центру знімка)

Згідно зі свідченнями Геєра на суді, першим тілом, яке вони продали Ноксу, став труп квартиранта, що помер 27 листопада 1827 року від природних причин — старого відставного солдата на ім'я Дональд, який заборгував Геєру і Лерд 4 фунти стерлінгів за житло. Викравши тіло перед похороном і поклавши в труну замість нього кору, Берк і Геєр доставили труп в Единбурзький університет в пошуках покупця (згідно з початковим планом — викладача анатомії професора Монро). За свідченнями Берка, студент університету направив їх у навчальний заклад Барклая, на Сердженс-Сквер (англ. Surgeons’ Square), де вони, домовившись щодо ціни з асистентами Роберта Нокса Джонсом, Міллером і Фергюсоном (англ. Jones, Miller, Ferguson), продали тіло для потреб анатомування за 7 фунтів 10 шилінгів.
Жертвою першого умисного вбивства, здійсненого Берком і Геєром в січні 1827 року, став хворий мешканець подружжя Геєрів — мірошник на ім'я Джозеф (англ. Joseph the miller; в деяких джерелах — Джозеф Міллер; Joseph Miller), якого злочинці спершу досита нагодували і напоїли віскі, а потім задушили подушкою, — як наголошували Берк і Геєр на суді, виключно з метою «полегшити страждання помираючого».
11 лютого 1828 року Берк і Геєр запросили заночувати в мебльованих кімнатах літню мешканку Гілмертона Абігейл Сімпсон (англ. Abigail Simpson), яка приїхала до Единбурга за пенсією. Діючи перевіреним способом, спільники напоїли Сімпсон спиртним і задушили її (за іншою версією, Маргарет сама покликала Сімпсон до будинку, запропонувала їй віскі і дочекавшись, коли вона сп'яніє, покликала чоловіка). За труп Сімпсон їм заплатили 10 фунтів стерлінгів. Того ж місяця був вбитий «англійський розносник» (англ. English peddler), ім'я якого пізніше не вдалося встановити.

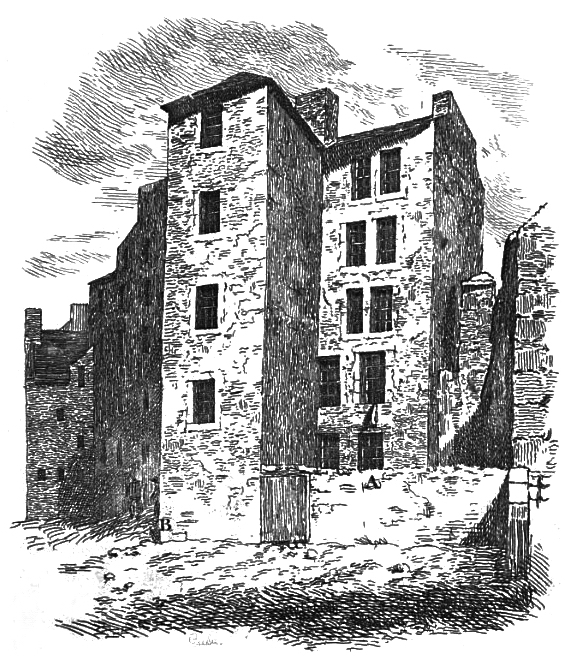
Будинок Вільяма Берка і Хелен Макдугал. Вигляд зі сторони двору

Вранці 9 квітня 1828 року Берк, зустрівши в одному з трактирів Кенонгейта двох вісімнадцятирічних повій — Мері Паттерсон Мітчелл (англ. Mary Patterson Mitchell) і Дженет Браун (англ. Janet Brown) — запросили їх до себе на сніданок; обидві після нетривалих вагань погодилися на запрошення. Коли Берк привів дівчат до будинку свого брата, він обох щедро напоїв спиртним, після чого Паттерсон заснула просто за столом. Намагаючись обпоїти і Браун, Берк повів її до пабу, потім знову привів додому, де як і до того спала, сидячі за столом, п'яна Мері. Несподівано до кімнати вдерлася Хелен і почала лаятися на Берка і Дженет; виникла бійка, у ході якої Берк виштовхав співмешканку за двері. Не маючи бажання бути присутньою при скандалі, Браун пішла додому, але пообіцяла повернутися з Паттерсон після того, як Хелен (яка надалі лаялась за дверима) піде геть. Дорогою додому Дженет зайшла до місіс Лорі (англ. Mrs. Lawrie) — власниці прибуткового будинку, яка колись здавала кімнату їй і Мері. Почувши розповідь Дженет про події, які відбулися з нею і Мері ранком того дня, Лорі, занепокоєна долею Паттерсон, наказала Дженет негайно повернутися до Геєра і забрати у нього дівчину. Коли Дженет прийшла за подругою, їй сказали, що Мері пішла з Берком і повернеться пізніше, після чого Дженет почала чекати Мері біля входу до будинку. За декілька годин місіс Лорі, яка хвилювалася за долю самої Дженет, послала за нею людину з прислуги. Дженет дослухалась до умовлянь й так і не дочекавшись Мері, пішла додому. До того часу її подруга вже знаходилася на анатомічному столі Нокса. Пізніше Единбургом поширились чутки про те, що один зі студентів упізнав мертву Паттерсон прямо під час лекції.
У травні 1828 року від рук убивць загинула знайома Берка — жебрачка на ім'я Еффі (англ. Effie), за тіло якої Берк і Геєр отримали 10 фунтів стерлінгів. Можливо влітку того ж року були вбиті ще п'ятеро невідомих, у тому числі убога стара і її сліпий онук. Геєр задушив стару (за іншими відомостями — отруїв надмірною дозою болезаспокійливого засобу), а потім зламав хлопчику спину об коліно. Тіла старої і хлопчика були продані Ноксу за 8 фунтів кожне.

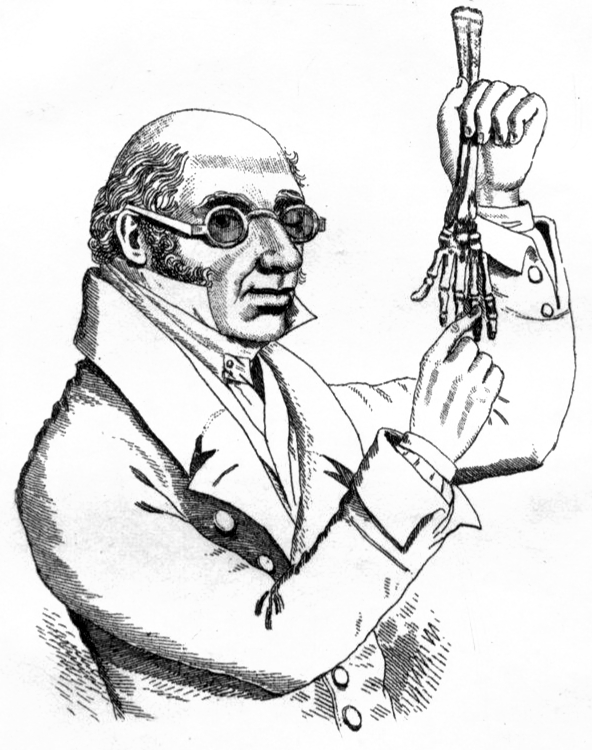
Доктор Роберт Нокс

Близько червня 1828 року між спільниками відбулася суперечка, ймовірно викликана тим, що Геєр скориставшись від'їздом Берка з Единбурга, самостійно роздобув декілька трупів і відмовився ділитися з Берком виручкою. У результаті сварки Берк і Макдугал виїхали з мебльованих кімнат і орендували власний багатоквартирний будинок у тій же окрузі. Тим не менш, «анатомічні вбивства», які давно стали єдиним джерелом доходів для Берка і Геєра, не припинилися: того ж місяця були вбиті знайома Берка праля на ім'я місіс Ослер (англ. Mrs. Ostler) і двоюрідна сестра Макдугал — Енн Макдугал (англ. Ann McDougal). Тоді ж Берк «врятував» від поліцейського відділку затриману на вулиці безіменну п'яну жінку, заявивши констеблям, що добре її знає; вже за декілька годин тіло жертви було доставлене до медичної школи. Потім була вбита озлидніла літня повія Елізабет Голдейн (англ. Elizabeth Haldane), яка заночувала в конюшні Геєра, а декілька місяців по тому — її дочка Пеггі Голдейн (англ. Peggy Haldane).
Наступною жертвою Берка і Геєра став добре відомий у вест-портській окрузі розумово відсталий кульгавий юнак — вісімнадцятирічний Джеймс Вілсон на прізвисько Недоумкуватий Джеймі (англ. James Wilson, «Daft Jamie»), убитий на початку жовтня 1828 року. Вілсон відчайдушно чинив опір — Берку і Геєру довелося душити його удвох. Коли доктор Нокс, починаючи наступного ранку черговий анатомічний урок, зняв покрив з тіла, декілька присутніх упізнали Недоумкуватого Джеймі. Під час лекції голова і ступні Вілсона були відрізані. Нокс відкидав приналежність тіла Вілсону, однак почав препарування саме з обличчя трупа.
Останньою жертвою стала Марджорі Кемпбелл Докерті (англ. Marjory Campbell Docherty), убита у ніч Хелловіна — з 31 жовтня на 1 листопада 1828 року. Уранці попереднього дня Берк, як завжди зайшовши до пивної, звернув увагу на ірландський акцент літньої жінки, що просила милостиню у господарів закладу. Запропонувавши жінці келих спиртного, Берк з'ясував, що її звати Мері Докерті з Інішовена, після чого заявив, що його мати також носила таке прізвище і походила з тієї ж місцевості. Запевнивши Докерті, що він і вона, без сумнів, доводяться один одну родичами, він без зусиль заманив її до себе додому, однак не зміг одразу вбити свою жертву через присутність квартирантів — подружжя Джеймса і Енн Греїв (англ. James Gray, Ann Gray). Увечері Берк і Макдугал, влаштувавши Докерті щедру пиятику з приводу Хелловіна, умовили подружжя Греїв провести ніч в мебльованих кімнатах Геєрів. Інший мешканець Берків, що знімав кімнату поверхом вище і повернувся додому близько півночі, почув з-за дверей квартири Греїв звуки боротьби і жіночий крик «Убивають! Кличте поліцію, тут убивають!» (англ. Murder! Get the police, there is murder here!). Квартирант вибіг на вулицю і провів там деякий час у безрезультатних пошуках констебля, потім знову увійшов до будинку, піднявся сходами і прислухався до того, що відбувається за дверима. Не почувши нічого підозрілого, мешканець вирішив, що інцидент вичерпано, і вирушив спати.

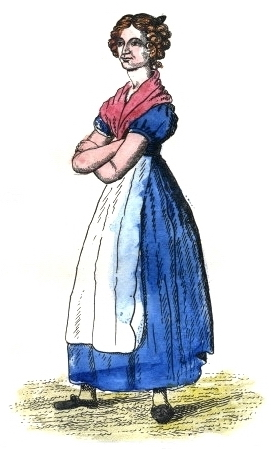
Мері Паттерсон Мітчелл. Убита 9 квітня 1828
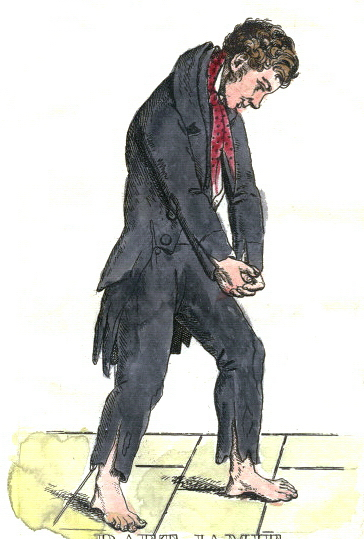
Джеймс Вілсон — «Недоумкуватий Джеймі». Убитий у жовтні 1828
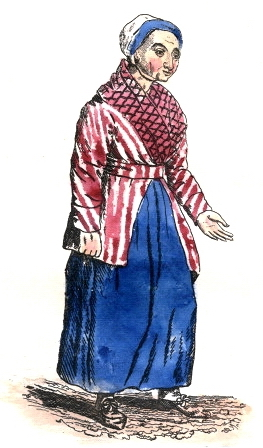
Марджорі Кемпбелл Докерті. Убита в ніч із 31 жовтня на 1 листопада 1828

## Викриття, суд, страта

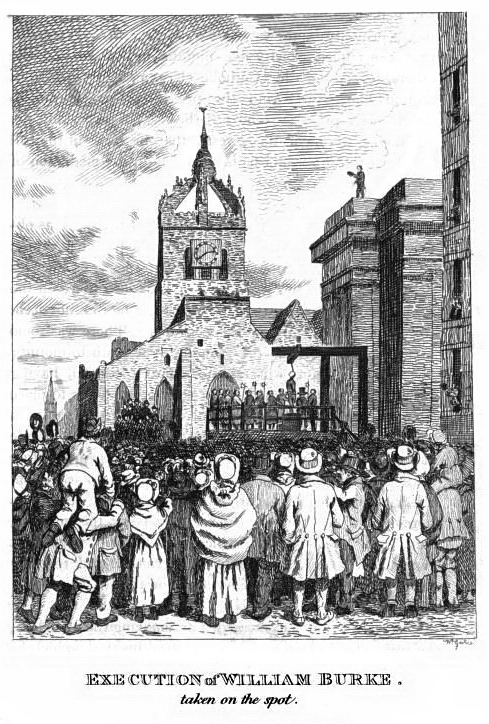
Страта Вільяма Берка

Повернувшись додому вранці наступного дня, подружжя Греїв виявили, що Докерті зникла. На розпити про долю учорашньої гості Макдугал заявила, що виставила її за двері, оскільки вона поводила себе з Берком «занадто приязно». Енн Грей запідозрила недобре, коли Берк не дозволив їй наблизитися до ліжка, на якому вона залишила свої панчохи. Увечері наступного дня, коли подружжя Греїв залишилися одні, вони зазирнули під ліжко і виявили там тіло Докерті. Дорогою у поліцейський відділок Джеймс і Енн Греї натрапили на Макдугал, яка безуспішно пропонувала їм хабар — десять фунтів на тиждень за мовчання про побачене.
До приходу поліції Берк і Геєр встигли винести тіло з будинку, але під час допиту Берк заявив, що Докерті залишила квартиру о сьомій ранку, водночас за твердженням Макдугал вона пішла ще ввечері. Берк і Макдугал негайно були взяті під варту. Анонімний інформатор привів поліцейських до лекційної кімнати Нокса, де в ящику для чаю було виявлене тіло Докерті, упізнане Джеймсом Греєм. Невдовзі після цього були заарештовані Геєр і його дружина. 6 листопада 1828 року Дженет Браун, прочитавши про вбивства, які інкримінували Берку і Геєру у зв'язку зі зникненнями жителів вест-портської округи, прийшла до поліції і упізнала вилучений у Лерд одяг своєї подруги Мері Паттерсон. Тим не менш, зібрані слідством докази проти Берка і Геєра були визнані не достатньо переконливими, і лорд-адвокат сер Вільям Рей запропонував Геєру імунітет від судового переслідування за умови, що той розкається у скоєному і погодиться свідчити проти Берка.
На основі свідчень, які дав Геєр, 24 грудня 1828 року Вільям Берк був засуджений до смертної кари через повішання з наступним публічним анатомуванням. Вирок був здійснений 28 січня 1829 року. За стратою, яка відбулася на вулиці Лонмаркет (за іншими даними — на початку Хай-стріт) перед собором Сент-Джайлс, спостерігали від 25 до 40 тисяч осіб. Після страти тіло Берка виставили для загального огляду в единбурзькому медичному коледжі; при цьому декілька студентів за принагідної можливості відрізали від трупа шматки шкіри для наступного продажу як сувенірів. Професор Елікзандер Монро, який виконував препарування тіла згідно з вироком суду, умочив перо в кров Берка і написав в спеціально приготовленій книзі:
|  | Написано кров’ю В-ма Берка, повішеного в Единбурзі. Ця кров була взята з його голови.Оригінальний текст (англ.) This is written with the blood of Wm Burke, who was hanged at Edinburgh. This blood was taken from his head |

Книга, оправлена дубленою шкірою Берка, його посмертна маска і скелет експонуються в анатомічному музеї медичної школи Единбурзького університету.
Хелен Макдугал була звільнена через неможливість довести її співучасть у вбивствах. Окремий позов матері Джеймса Вілсона проти Геєра був відхилений з причини захисту від судового переслідування, гарантований йому як «королівському свідку» (англ. king’s evidence). Нокс, що уникнув будь-яких офіційних звинувачень (на сповіді Берк присягнувся, що той не знав про походження препарованих ним трупів), однак зазнав публічної обструкції як фактичний ініціатор убивств, здійснених Берком і Геєром.

## Подальші події
26 грудня 1828 року Макдугал повернулася додому, де зазнала нападу розлюченого натовпу. Можливо, після цього вона переїхала до своєї сім'ї в Стерлінг. За непідтвердженими відомостями, пізніше вона емігрувала до Австралії (Новий Південний Уельс), де загинула від пожежі близько 1868 року. Маргарет Лерд (Геєр) була звільнена з-під варти 19 січня 1829 року і ледве уникла вуличного суду в Глазго. Бачили, як вона з дитиною сідає на рейс парового пакетбота до Белфаста. Інших відомостей про її долю не збереглося.
Вільям Геєр, якого випустили з-під варти 5 лютого, доїхав диліжансом до Дамфріса, де був одразу упізнаний і зацькований натовпом, і був змушений переховуватися у місцевому готелі. Під захистом поліцейських, які надали Геєру тимчасове сховище в стінах в'язниці, він був посаджений на диліжанс, що вирушав до Англії. 31 березня 1829 року в міській газеті Ньюрі The Newry Commercial Telegraph з'явилася стаття, у якій повідомлялося про появу Геєра в ірландському місті Скарва:
УБИВЦЯ ГЕЄР. — Ввечері минулої п'ятниці [27 березня] убивця Геєр, у супроводі дружини і нащадка, з'явився у пивній в Скарве і, замовивши собі келих віскі, з добре удаваною занепокоєністю почав розпитувати близьких господаря про їх здоров'я і благополуччя. Але оскільки Геєр народився в цій місцевості, його скоро упізнали і наказали негайно залишити заклад, чого він дослухався — не без того, однак, щоб намагатися применшити свої жахливі злочини, заявивши, ніби він їх чинив у несвідомому стані. Геєр вирушив у бік Лохбрікленда, супроводжуваний погрозами і вигуками хлопчаків, які зацькували його до такого ступеню, що йому довелося бігти через поле — з таким поспіхом, що він невдовзі зовсім щез з поля зору; його нещасна дружина залишилася стояти посеред дороги, благала про милосердя і клятвено відкидала будь-яку причетність до злочинів її мерзенного чоловіка. Тепер вони мешкають в будинку дядька Геєра поблизу Лохбрікленда. Геєр народився і виріс за милю від Скарви, у сусідньому графстві Арма; незадовго до від'їзду з цієї країни він жив у служінні у м-ра Холла, наглядача одинадцятого шлюзу поблизу Пойнтзпасса. Головним обов'язком Геєра було керування конями, яких господар орендував для волочіння барж Ньюрі-каналом. Геєр завжди вирізнявся лютою і злісною вдачею, приклад якої виказав, убивши одного з господарських коней, через що був вимушений бігти до Шотландії, де здійснив небувалі злодіяння, що назавжди забезпечили йому видну сторінку в анналах злочинів. — Кореспондент Північного Віга.Оригінальний текст (англ.)
[HARE THE MURDERER. — On Friday evening last [27th March], Hare the murderer called in a public-house in Scarva, accompanied by his wife and child, and having ordered a naggin [a quarter bottle] of whiskey, he began to enquire for the welfare of every member of the family of the house, with well-affected solicitude. However, as Hare is a native of this neighbourhood, he was very soon recognised, and ordered to leave the place immediately, with which he complied, after attempting to palliate his horrid crimes by describing them as having been the effects of intoxication. He took the road towards Loughbrickland, followed by a number of boys, yelling and threatening in such a manner as obliged him to take through the fields, with such speed that he soon disappeared, whilst his unfortunate wife remained on the road, imploring forgiveness, and denying, in the most solemn manner, any participation in the crimes of her wretched husband. They now reside at the house of an uncle of Hare’s, near Loughbrickland. Hare was born and bred about one half mile distant from Scarva, in the opposite County of Armagh; and shortly before his departure from this country, he lived in the service of Mr. Hall, the keeper of the eleventh lock, near Poyntzpass. He was chiefly engaged in driving the horses, which his master employed in hauling lighters on the Newry Canal. He was always remarkable for being of a ferocious and malignant disposition, an instance of which he gave in killing one of his master’s horses, which obliged him to fly to Scotland, where he perpetrated those unparalleled crimes that must always secure him a conspicuous place in the annals of murder. — Correspondent of the Northern Whig] Помилка: {{Lang}}: текст вже має курсивний шрифт (допомога)
Певний час Великою Британією ширилися чутки про те, що Геєр втратив зір і дійшов до злиднів, жебракував на вулицях лондонського Іст-Енда, був забитий до смерті натовпом і кинутий у вапняковий кар'єр. Жодна з подібних розповідей не була офіційно підтверджена. Останній раз Геєра бачили в англійському місті Карлайл.
Роберт Нокс, до кінця життя приховуючи подробиці своїх угод з Берком і Геєром, надалі користувався послугами единбурзьких «викрадачів тіл» для дослідницьких і лекційних потреб. Тим не менш, після прийняття у 1832 році «Анатомічного акту», що надав науковцям і медичним школам Великої Британії легальні способи отримання трупів, популярність лекцій Нокса серед студентів впала; його клопотання про отримання посади в медичній школі Единбурзького університету були відхилені. Після смерті дружини у 1842 році Нокс, що остаточно втратив репутацію в академічних колах, переїхав до Лондона, де протягом наступних чотирнадцяти років читав лекції з анатомії, а також публікував статті в медичних журналах і популярні начерки про риболовлю. У 1856 році Нокс влаштувався патологоанатомом у Бромптонську ракову лікарню (англ. Brompton Hospital; нині — лондонська онкологічна клініка Ройял-Марсден) і працював там аж до смерті 20 грудня 1862 року.
Злочини Берка і Геєра, позначивши кризу в британській і світовій медичній освіті початку XIX століття, призвели до ухвалення законодавчого «Анатомічного акту», який усунув основний мотив для «анатомічних убивств». Згідно з редакційною статтею у першому номері британського журналу The Lancet від 1829 року,
Говорять, що Берк і Геєр <…> — справжні автори вказаної [законодавчої] норми, й те, на що парламент ніколи б не додумався дати санкцію з передбачливості, тепер силою вирвуть з його страхів <…>. Було б добре, якби привід до цього страху був виявлений і усунений раніше, ніж шістнадцять людських істот стали жертвами бездіяльності Уряду і Законодавчих установ. Не потрібно мати особливу прозорливість, щоб передбачити наслідки, які неминуче слідували з системи обміну між викрадачами трупів і анатомами, з існуванням якої так довго мирився виконавчий уряд. Уряд вже у великому ступені несе відповідальність за злочин, якому він ніяк не перешкоджав, навіть заохочував його систематичними потураннями.Оригінальний текст (англ.)
Burke and Hare <…> it is said, are the real authors of the measure, and that which would never have been sanctioned by the deliberate wisdom of parliament, is about to be extorted from its fears <…>. It would have been well if this fear had been manifested and acted upon before sixteen human beings had fallen victims to the supineness of the Government and the Legislature. It required no extraordinary sagacity, to foresee that the worst consequences must inevitably result from the system of traffic between resurrectionists and anatomists, which the executive government has so long suffered to exist. Government is already in a great degree, responsible for the crime which it has fostered by its negligence, and even encouraged by a system of forbearance.

### Фігурки з пагорбу Артурс-Сіт
На початку червня 1836 року п'ятеро хлопчиків під час полювання на кроликів на схилі единбурзького пагорбу Артурс-Сіт («Трон Артура») знайшли у невеликій печері, яка, можливо, мала штучне походження, набір з 17 мініатюрних (довжиною близько 10 см) гробів, у яких лежали ретельно вирізьблені, розфарбовані і одягнені дерев'яні людські фігурки. Тоді ж було висловлене припущення про те, що ляльки призначалися для чаклунства чи являли собою ритуальне поховання загиблих у плаванні моряків. У 1994 році американський юрист Семюел Менефі (англ. Samuel Menefee) і шотландський історик Аллен Сімпсон (англ. Allen Simpson) висунули версію про можливий зв'язок знайдених фігурок з вест-портськими вбивствами. Так, кількість ляльок може відповідати кількості тіл, які були продані Ноксу і були анатомовані — 16 безпосередніх жертв убивств і труп Дональда, що помер від природних причин, або жебрачки Марджорі Докерті, труп якої, після виявлення поліцією, також, імовірно, потрапив на анатомічний стіл. Версії Менефі і Сімпсона, однак, суперечить той факт, що одяг на всіх знайдених ляльках імітував чоловічий, тоді як більшість жертв Берка і Геєра були жінками. Справжнє призначення фігурок, які нині експонуються в Національному музеї Шотландії в Единбурзі (до теперішнього часу збереглося 8 з 17 фігурок), залишається невідомим.

## У популярній культурі

### Фольклор
- «Страшні історії» про беркерів, що вчиняють напади на мандрівників (особливо на дітей) і продають їх тіла анатомам, до теперішнього часу є частиною шотландського міського фольклору[31].

### Кіно
- 1945 року американський режисер Роберт Вайз відзняв фільм «Викрадач тіл[en]» за мотивами однойменного оповідання Стівенсона. Головні ролі в фільмі зіграли Бела Лугоші і Борис Карлофф.
- 1948 року британським режисером Освальдом Мітчеллом[en] був відзнятий фільм про вест-портські вбивства під робочою назвою «Злочини Берка і Геєра» (англ. Crimes of Burke and Hare), однак Британська рада з класифікації фільмів вирішила, що тема фільму є занадто епатажною і наполягла на виключенні з картини згадування імен убивць. Стрічка була повністю озвучена наново і вийшла в прокат під назвою «Жадібність Вільяма Харта[en]».
- У фільмі жахів 1960 року «Плоть і демони» британського режисера Джона Гіллінга, присвяченому вест-портським убивствам, головні ролі виконали Пітер Кушинг (Нокс), Дональд Плезенс (Геєр) і Джордж Роуз[en] (Берк).
- У фільмі 1971 року «Доктор Джекіл і сестра Гайд[en]», відзнятому британським режисером Роєм Вордом Бейкером за мотивами повісті Роберта Льюїса Стівенсона «Химерна пригода з доктором Джекілом та містером Гайдом» (1886), Берк і Геєр живуть у пізньовікторіанську епоху і працюють на доктора Джекіла. Роль Берка виконав Айвор Дін[en], роль Геєра — Тоні Калвін (англ. Tony Calvin).
- У фільмі жахів 1971 року «Берк і Геєр[en]» британського режисера Вернона Сьюелла[en] роль Берка виконав Деррен Несбітт[en], роль Геєра — Глінн Едвардс[en].
- У фільмі жахів 1985 року «Доктор і дияволи» британського режисера Фредді Френсіса[en], відзнятому за однойменним сценарієм Ділана Томаса (1953), роль доктора Рока — екранного втілення Нокса — виконав Тімоті Далтон.
- 2010 року на екрани вийшла чорна комедія американського режисера Джона Лендіса «Руки-ноги за любов[en]» з Саймоном Пеггом в ролі Берка і Енді Серкісом в ролі Геєра. Фільм являє собою вільне трактування історії злочинів Берка і Геєра.

### Телебачення
- 6 січня 1956 року відбулась прем'єра 20-го епізоду 1-го сезону британського телесеріалу «П'єса тижня ITV» (англ. ITV Play of the Week) — «Анатом» (англ. The Anatomist) з Аластером Симом[en] у ролі Нокса[33].
- В епізоді «Новий експонат» (англ. The New Exhibit) американського телесеріалу «Сутінкова зона» (4-й сезон, 13-й епізод; прем'єра 4 квітня 1963[34]) Берк, Геєр та інші відомі убивці постають як експонати в музеї воскових фігур. Роль хранителя музею виконав Мартін Болсам.
- Історії Берка і Геєра присвячений 7-й епізод 3-го сезону американського телесеріалу «Альфред Гічкок представляє[en]» «Справа Макгрегора» (англ. The McGregor Affair; прем'єра 23 листопада 1964[35]). Роль Макгрегора — носильника Берка і Геєра — зіграв Ендрю Дагган[en]. У ролі Берка знявся Артур Мелет[en], у ролі Геєра — Майкл Пейт[en].
- Шостий Доктор — персонаж радіоп'єси «Медичні цілі[en]» (2004) за мотивами британського науково-фантастичного телесеріалу «Доктор Хто» — знаходиться в центрі подій, пов'язаних з вест-портськими вбивствами. Головні ролі в спектаклі виконали Колін Бейкер (Шостий Доктор), Леслі Філліпс[en] (Нокс) і Девід Теннант (Недоумкуватий Джеймі).
- У квітні 2012 року в телевізійній передачі Four Rooms, що виходить на британському телеканалі Channel 4, був продемонстрований гаманець, виготовлений зі шкіри руки Вільяма Берка[36].

### Музика
- «Burke and Hare» — 12-та пісня альбому Falling from Grace (1999) британського сайкобілі-гурту Sugar Puff Demons[37].
- Death Revenge (2017) — концептуальний альбом американського дез-метал-гурту Exhumed[en], повністю присвячений історії вест-портських убивств[38].